# NGC 7335
NGC 7335 is een spiraalvormig sterrenstelsel in het sterrenbeeld Pegasus. Het hemelobject werd op 13 september 1784 ontdekt door de Duits-Britse astronoom William Herschel.

## Synoniemen
- UGC 12116
- MCG 6-49-47
- ZWG 514.69
- NPM1G +34.0449
- PGC 69338